# Yoo Hae-jin
Dans ce nom coréen, le nom de famille, Yoo, précède le nom personnel.
Yoo Hae-jin (유해진) est un acteur sud-coréen né le 4 janvier 1970.

## Biographie
Dans sa jeunesse, Yoo Hae-jin passe souvent par la porte arrière d'un centre culturel situé près de chez lui pour regarder les spectacles qui s'y déroulent. C'est après avoir vu une pièce de théâtre que l'adolescent décide de devenir acteur. Il supplie sa famille de l'envoyer dans une école de théâtre, mais elle refuse en raison de son caractère conservateur et de ses faibles finances. Ainsi, durant sa première année de lycée, Yoo rejoint une troupe théâtrale. Au début, il fait des courses pour les autres acteurs et essaie de copier ce qu'ils font en les observant. Bien qu'introverti, Yoo commence lentement à apprendre comment agir sur la scène. Après avoir postulé deux fois pour des études de théâtre et de cinéma à l'université et avoir été rejeté à cause de son apparence, Yoo commence alors des études dans la mode. Mais le métier de comédien reste sa passion et, une fois diplômé, il se concentre sur le théâtre plutôt que sur des emplois dans la mode. Grâce à un processus de sélection spécial pour les diplômés basé uniquement sur leurs notes, Yoo est finalement accepté à la faculté de théâtre de l'Institut des arts de Séoul,,.
Yoo débute dans des rôles de silhouettes au cinéma grâce auxquels il se fait remarquer. Malgré des apparitions très courtes à l'écran, ses performances impressionnent fortement le public et la critique. Comme les films coréens deviennent alors de plus en plus diversifiés en termes de genre, Yoo trouve des opportunités avec des rôles de plus en plus importants, et est maintenant devenu un acteur important au box-office. Il est aujourd'hui l'un des acteurs principaux les plus en vus de Corée du Sud, avec des rôles dans des films comme Le Roi et le Clown, Small Town Rivals (en), Woochi, le magicien des temps modernes, Moss, The Unjust, The Pirates, The Classified File, Minority Opinion (en), Veteran, et Public Enemy et ses suites.
Il fait également des apparitions régulières dans deux téléréalités : 2 Days & 1 Night (en) de mars à septembre 2013,, et Three Meals a Day: Fishing Village en janvier 2015,.

## Vie privée
Yoo et l'actrice Kim Hye-soo se rencontrent en 2001 après le tournage de Kick the Moon (en) et commencent à se fréquenter en 2006 après être apparus ensemble dans Tazza: The High Rollers. Les rumeurs du couple fait surface à partir de 2008, bien que les deux nient constamment toute relation romantique jusqu'en 2010, lorsque des photos de paparazzi des deux sont publiées,, et le couple confirme officiellement être ensemble,,,,. Yoo et Kim se séparent en 2011,,.

## Filmographie

### Cinéma
- 1997 : Blackjack
- 1999 : Gancheob Li Cheol-jin
- 1999 : Attack the Gas Station!
- 2001 : Kick the Moon (en)
- 2001 : Musa, la princesse du désert : Du-chung
- 2002 : Public Enemy
- 2002 : Break Out (en) : Copper
- 2002 : Jail Breakers : un policier
- 2002 : The Coast Guard : Cheol-gu
- 2003 : Mr. Butterfly (en)
- 2003 : Please Teach Me English (en) : Passager dans le métro
- 2004 : Dance with the Wind (en)
- 2004 : Ice Rain : Park In-soo
- 2004 : Hi! Dharma 2: Showdown in Seoul (en) : Yong-dae
- 2005 : Another Public Enemy (en)
- 2005 : Blood Rain : Dok-ki
- 2005 : Le Roi et le Clown : Yuk-gab
- 2005 : Lee Dae-ro, jook-eul soon eobs-da
- 2005 : Lee Dae-ro Can't Die (en) : Han-kal
- 2005 : Mapado (en) : un pêcheur
- 2005 : Never to Lose
- 2006 : Geuhae yeoreum : TV Programme Producer
- 2006 : Over the Border (en) d'Ahn Pan-seok  : le beau-frère de Kim Sun-ho
- 2006 : Tazza: The High Rollers : Ko Gwang-ryeol
- 2006 : Once in a Summer (en) : le PDG Kim
- 2007 : Small Town Rivals (en) : Noh Dae-gyu
- 2007 : My Son (en) : le voisin (voix)
- 2007 : Kwonsoonboon yeoja nabchisageon : Geun-young Moon
- 2008 : 24 Hours to Die : Cheol-min Jeong
- 2008 : Eorin wangja : Eun Hee-soo
- 2008 : Public Enemy Returns (en) : Yong-man
- 2009 : Woochi, le magicien des temps modernes : Chorangyi
- 2010 : The Unjust : Jang Seok-gu
- 2010 : Moss : Duk-cheon Kim
- 2010 : Joogigo Sipeun : Sang-up
- 2011 : In Love and War (en) : Jae-hun
- 2011 : Mama : Seung-cheol
- 2012 : Miss Conspirator (en) : Chaussures rouges
- 2012 : Gancheop (The Spies) : Choi
- 2013 : Pandémie : Bae Kyung-ub
- 2014 : The Pirates : Chul-bong
- 2014 : Obsessed (en) : Im, propriétaire du cabaret Renaissance
- 2014 : Tazza: The Hidden Card : Ko Gwang-ryeol
- 2015 : Veteran : Choi Dae-woong
- 2015 : Gekijouban Shimajirou no wao!: Shimajirou to ookina ki : Sun Man Chang
- 2015 : The Classified File : Kim Joong-san
- 2015 : Fatal Intuition (en) : Min Yak-gook
- 2015 : Minority Opinion (en) : Jang Dae-seok
- 2016 : Luck Key : Hyung-wook
- 2017 : Confidential Assignment : Kang Jin-tae
- 2017 : 1987: When the Day Comes : Han Byung-yong
- 2017 : A Taxi Driver : Tae-sul / Hwang
- 2018 : Love+Sling (en) : Gui-bo
- 2018 : Intimate Strangers : Tae-soo
- 2019 : Mal-Mo-E: The Secret Mission : Kim Pan-soo
- 2019 : The Battle: Roar to Victory : Hwang Hae-cheol
- 2021 : Space Sweepers (승리호) de Jo Sung-hee : le robot Bubs
- 2024 : Exhuma (파묘) de Jang Jae-hyeon : Yeong-geun, le croque-mort

### Télévision
- 2004 : The Land : Kim Pyeong-san/Kim Doo-soo
- 2013 : March: A Story of Friends : lui-même
- 2013 : 2 Days & 1 Night (en) : un membre de la distribution
- 2015-2016 : Three Meals a Day: Fishing Village : un membre de la distribution
- 2016 : Three Meals a Day: Gochang Village : un membre de la distribution

## Doublage
- 2012 : Les Cinq Légendes : le lapin de Pâques[21]

## Distinctions
| Année | Prix                                                            | Catégorie                                        | Film                | Issue      |
| ----- | --------------------------------------------------------------- | ------------------------------------------------ | ------------------- | ---------- |
| 2006  | 43e cérémonie des Grand Bell Awards                             | Meilleur acteur dans un rôle secondaire          | Le Roi et le Clown  | Lauréat    |
| 2006  | 27e cérémonie des Blue Dragon Film Awards                       | Meilleur acteur dans un rôle secondaire          | Le Roi et le Clown  | Nomination |
| 2010  | 47e cérémonie des Grand Bell Awards                             | Meilleur acteur dans un rôle secondaire          | Moss                | Nomination |
| 2010  | 31e cérémonie des Blue Dragon Film Awards                       | Meilleur acteur dans un rôle secondaire          | Moss                | Lauréat    |
| 2010  | 8e cérémonie des Korean Film Awards                             | Meilleur acteur dans un rôle secondaire          | Moss                | Lauréat    |
| 2011  | 5e cérémonie des Asian Film Awards                              | Meilleur acteur dans un rôle secondaire          | Moss                | Nomination |
| 2011  | 48e cérémonie des Grand Bell Awards                             | Meilleur acteur dans un rôle secondaire          | The Unjust          | Nomination |
| 2011  | 32e cérémonie des Blue Dragon Film Awards                       | Meilleur acteur dans un rôle secondaire          | The Unjust          | Nomination |
| 2014  | 51e cérémonie des Grand Bell Awards                             | Meilleur acteur dans un rôle secondaire          | The Pirates         | Lauréat    |
| 2014  | 35e cérémonie des Blue Dragon Film Awards                       | Meilleur acteur dans un rôle secondaire          | The Pirates         | Nomination |
| 2014  | 1re cérémonie de l'Association des producteurs de films coréens | Meilleur acteur dans un rôle secondaire          | The Pirates         | Lauréat    |
| 2014  | The Night of Stars-Korea Top Star Awards                        | Meilleur acteur dans un rôle secondaire          | The Pirates         | Lauréat    |
| 2015  | 6e cérémonie des KOFRA Film Awards                              | Meilleur acteur de Corée dans un rôle secondaire | The Pirates         | Lauréat    |
| 2015  | 10e cérémonie des Max Movie Awards                              | Meilleur acteur de Corée dans un rôle secondaire | The Pirates         | Nomination |
| 2015  | 51e cérémonie des Baeksang Arts Awards                          | Meilleur acteur dans un rôle secondaire (Film)   | The Pirates         | Lauréat    |
| 2015  | 35e cérémonie des Golden Cinema Festival                        | Meilleur acteur dans un rôle secondaire          | The Pirates         | Lauréat    |
| 2015  | 24e cérémonie des Buil Film Awards                              | Meilleur acteur dans un rôle secondaire          | The Classified File | Nomination |
| 2015  | 52e cérémonie des Grand Bell Awards                             | Meilleur acteur dans un rôle secondaire          | Veteran             | Nomination |
| 2015  | 36e cérémonie des Blue Dragon Film Awards                       | Meilleur acteur dans un rôle secondaire          | Veteran             | Nomination |
| 2015  | 16e cérémonie des Pusan Film Critics Awards                     | Meilleur acteur                                  | Veteran             | Lauréat    |
| 2016  | 11e cérémonie des Max Movie Awards                              | Meilleur acteur dans un rôle secondaire          | Veteran             | Nomination |
| 2017  | 51e cérémonie des Taxpayers' Day                                | Mention élogieuse présidentielle                 | NC                  | Lauréat    |
| 2017  | 53e cérémonie des Baeksang Arts Awards                          | Meilleur acteur (Film)                           | Luck Key            | Nomination |
| 2017  | 22e cérémonie des Chunsa Film Art Awards                        | Meilleur acteur                                  | Luck Key            | Nomination |
| 2017  | 7e cérémonie des SACF Artists of the Year Awards                | Prix de l'impression artistique au cinéma        | NC                  | Lauréat    |
| 2017  | 12e cérémonie des University Film Festival of Korea             | Meilleur acteur                                  | Luck Key            | Lauréat    |
| 2017  | 37e cérémonie des Korean Association of Film Critics Awards     | Meilleur acteur dans un rôle secondaire          | A Taxi Driver       | Lauréat    |
| 2017  | 38e cérémonie des Blue Dragon Film Awards                       | Meilleur acteur dans un rôle secondaire          | A Taxi Driver       | Nomination |

## Crédits
- (en) Cet article est partiellement ou en totalité issu de l’article de Wikipédia en anglais intitulé « Yoo Hae-jin » (voir la liste des auteurs).